# J Dilla
J Dilla alias Jay Dee (født James Yancey den 7. februar 1974, døde 10. februar 2006) var en amerikansk producent og rapper fra Detroit, Michigan, der blev populær i midten af 1990'erne.
Han var kendt for på den ene side sjælefuldt og ofte sample-baserede musik, men på den anden side også tit meget hårdt og gangsta-præget hiphop. Han havde en unik måde at "klippe" i samples på, således at man aldrig er i tvivl om, at det er J Dilla man lytter til.
Han gjorde først opmærksom på sig selv med gruppen 1st Down, der udover Dilla bestod af Detroit-rapperen Phat Kat. J Dilla stod for producer-delen, mens Phat Kat tog sig af rappen. De to nåede at udgive EP'en A Day Wit The Homiez i 1995 inden de stoppede gruppen, selvom de dog har samarbejdet adskillige gange siden.
Dilla producerede fra 1994-1996 numre for forskellige kunstnere, bl.a. Poe, the Pharcyde, Keith Murray, Mad Skillz, A Tribe Called Quest og Busta Rhymes. Udover producerarbejdet for andre kunstnere formede Dilla gruppen Slum Village med to venner fra hjembyen Detroit, T3 og Baatin. I 1996 udkom deres debut-album Fan-tas-tic vol. 1, der, i følge Dilla selv, mindst er gået platin i den forstand at den i hiphop-undergrunden i Detroit blev et stort hit hos folk, der ikke alle anskaffede sig pladen på lovlig vis. Dilla stod ligeledes denne gang for produktionerne, men til forskel fra tidligere, rappede han også i Slum Village.
I årene 1997-1999 fortsatte Dilla med at producere og remixe sange for kunstnere med forskellige musikalsk baggrund. Blandt andet producerede han i 1997 Janet Jacksons store hit Got 'til It's Gone med producergruppen The Ummah der bestod af ham selv, Q-Tip og Ali Shaheed Muhammad, begge fra A Tribe Called Quest. De er aldrig blevet krediteret for produktionen, i øvrigt selvom selv samme Q-Tip medvirker på nummeret, men Dilla har udtalt at de stod bag produktionen og har bl.a. sagt, at nummeret ikke lyder som noget James Harris og Terry Lewis, der i albummets booklet får kredit for produktionen, kunne have lavet. I 1999 stod han, i fællesskab med hovedpersonen selv, for 11 ud af 13 skæringer på Q-Tips solo-debut Amplified.
År 2000 markerede Slum Villages første udgivelse på et større pladeselskab. Fantastic vol. 2 udkom på GoodVibe Records og indeholdt gæsteoptrædener fra prominente navne såsom: DJ Jazzy Jeff, D'Angelo, Busta Rhymes, Kurupt, Pete Rock og Common. Flere numre gik igen fra debuten, dog i en opdateret version, hvad indspilningskvalitet angår. Slum Village var langtfra J Dillas eneste projekt det år, hvor det blandt andet også blev til medvirken på producering af 10 ud af 16 skæringer på Commons meget anmelderroste album Like Water For Chocolate. Udenfor hiphoppens rammer producerede Dilla ligeledes flere sange på D'Angelo og Erykah Badus albums, hendholdsvis Voodoo og Mama's Gun.
Han arbejdede med mange respekterede rappere, bl.a. De La Soul, Common og Slum Village (som han selv var medlem af). En anden producer, Madlib, indledte i 2002 et samarbejde med Dilla, der resulterede i gruppen Jaylib. Efter at have udgivet albummet Champion Sound i 2003 var gruppen på turne i 2004.
Dilla producerede herefter to sange på Commons roste album Be. Efter dette blev hans udgivelsesfrekvens langsommere, som følge af helbredsmæssige problemer. Af samme grund var han nødsaget til at sidde i kørestol når han optrådte. Dilla døde i sit hjem grundet nyreproblemer.

## Diskografi
- 1st Down: A Day Wit The Homiez (1995) (Pay Day Records)
- Slum Village: Fan-tas-tic, Vol. 1 (1996) (Donut Boy/Scenario Records)
- Slum Village: Fantastic, Vol. 2 (2000) (GoodVibe Records)
- J-88: Best Kept Secret EP (2000) (Groove Attack)
- Jay Dee: Welcome 2 Detroit (2001) (BBE)
- Jay Dee: The Official Instrumental Series vol. 1: Unreleased (2002) (bling47)
- J Dilla: Ruff Draft EP (2003) (Genudgivet d. 20. marts, 2007 af Stones Throw)
- J Dilla: The Official Instrumental Series vol. 2: Vintage (2003) (bling47)
- Jaylib: Champion Sound (2003) (Stones Throw)
- J Dilla: Donuts (2006) (Stones Throw)
- J Dilla: The Shining (2006) (BBE) (Færdiggjort af Karriem Riggins efter J Dillas død)
- J Dilla: Jay Love Japan (2007) (udkommer d. 5. juni på Operation Unknown)